# Arthur V. Watkins

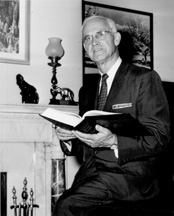
Arthur Vivian Watkins

Arthur Vivian Watkins, född 18 december 1886 i Midway, Utahterritoriet, död 1 september 1973 i Orem, Utah, var en amerikansk republikansk politiker och jurist. Han representerade delstaten Utah i USA:s senat 1947-1959.
Watkins studerade 1903-1906 vid Brigham Young University och 1909-1910 vid New York University. Han avlade 1912 juristexamen vid Columbia University. Han inledde sedan sin karriär som advokat i Vernal i Uintah County. Han arbetade som domare 1928-1933.
Watkins besegrade den sittande senatorn Orrice Abram Murdock i senatsvalet 1946. Han omvaldes 1952. Han förespråkade ett slut på den federala regeringens godkännande av indianstammar så att ursprungsbefolkningen kunde ha likvärdiga rättigheter som amerikanska medborgare. Han ville integrera indianerna i resten av samhället. Enligt honom hade indianstammarna blivit för beroende av pengar från den federala regeringen. Watkins besegrades av demokraten Frank Moss i senatsvalet 1958.
Watkins var mormon. Han gravsattes på begravningsplatsen East Lawn Memorial Hills i Utah County.